# Schizomitrium perpapillatum
Schizomitrium perpapillatum là một loài Rêu trong họ Hookeriaceae. Loài này được (Broth. & P. de la Varde) Ochyra mô tả khoa học đầu tiên năm 1982.